# Gypsophila collina
Gypsophila collina là loài thực vật có hoa thuộc họ Cẩm chướng. Loài này được Steven ex Ser. mô tả khoa học đầu tiên năm 1824.